# Ресник (Раковица)
Ресник је насеље у београдској општини Раковица, које се већим делом налази на брду (тзв. Ресник Брдо) које је део Авалског планинског масива.

## Име
Име је добио по истоименој биљци ресник (лат: eupatorium cannabinum, у народу позната као конопљуша, конопљика, расходник и сл.) коју наш народ користи због њених лековитих својстава. Из тог разлога, Ресника има пуно на јужнословенским просторима, а неки од њих се налазе у: Загребу, Сарајеву, Сплиту, итд. У Србији постоји још неколико насељених места под именом Ресник и то:
- Ресник (Крагујевац)
- Ресник (Бабушница)
- Ресник (Сокобања)
- Ресник (Клина)
- Ресник (Вучитрн)

## Историја
Ресник је некада било село удаљено од Београда, које је временом прерасло у београдско насеље. Постоји прича да су на месту данашњег Паригуза у Првом српском устанку Срби направили заседу Турцима, сасувши им прилично сачме у стражњице, па отуда и такво име за овај предео. У Првом светском рату, када су Аустријанци напали Србију у јулу 1914. године, полазна станица из Београда за унутрашњост тада је постао Ресник, јер су преко реке Саве непријатељи ватром засипали возове који су полазили са главне београдске станице. У Другом светском рату је Ресник ослобођен неколико дана пре Београда, 13. октобра 1944. године. Споменик палим борцима народно-ослободилачког рата и жртвама фашистичког терора налази се у улици 13. октобра у старом центру Ресника, испред зграде месне заједнице. 1970-их година Ресник је био познат по дискотекама Бис и Цветни брег (данас главна локација Рето Центра Србије- лечење болести зависности ),koje су у то време биле веома популарне у Београду и шире.

## Географија
Ресник је данас уједно најјужнија урбана тачка Београда. Данас обухвата следећа насеља: Сунчани брег, Јелезовац, Стражевица, стари Ресник и ново урбано насеље Авала град изграђено почетком 1990-их. У старом Реснику се налази Ромско насеље. Насеља која окружују Ресник су Петлово брдо, Кијево, Кнежевац, Раковица, Миљаковац 3, Јајинци, Пиносава и Рушањ.
Ресник је познат и по језеру неуобичајеног имена Паригуз. Прича се да је пре језера ту било блато које је лечило шуљеве. Због многобројних поплава на месту блата крајем 1980-их је направљено вештачко језеро да би се зауставиле поплаве. Данас је ресничко језеро Паригуз пре свега оаза за риболовце, али је делимично немаром загађено, само језеро ускоро добија нови изглед и постаје нова туристичка дестинација града Београда. Кроз Ресник пролази и Топчидерска река, која је прилично загађена. Највиша географска тачка у Реснику је тзв. брдашце које се налази у Подавалској улици, у близини станице Ресник брдо (Авалска), на отприлике 200 m надморске висине.
На широј територији Ресника постоји само једна основна школа, Коста Абрашевић, позната по томе што јој је септембра 2003. године ветар срушио скоро читав кров. Почетком 2000-их изграђено је обданиште у насељу Авала град, поред Дома здравља. У близини Ресника се налази манастир Раковица подигнут у 14. веку у стилу моравске школе.
У Реснику постоји велики број самосталних трговинских и занатских радњи, којих је највећа концентрација у тржном центру, на брду и на окретници аутобуса. У насељу постоје две месне заједнице: МЗ Ресник која се налази у старом центру, и МЗ Авала Град која се налази у новом центру Ресника. Читаво насеље Ресник административно припада општини Раковица, али последњих година постоји иницијатива да се оснује општина Авалски венац, која би обухватала подавалска насеља Рипањ, Бели поток, Пиносава, Зуце, Врчин и евентуално Ресник. Међутим, грађани Ресника су веома задовољни својим статусом градског насеља, тако да ова иницијатива не наилази на добар одзив код њих.

### Саобраћај
Ресник се налази на саобраћајници Кружни пут, а кроз њега пролази БГ ВОЗ, железничка пруга Београд-Ниш, пруга Београд-Пожаревац, и пруга Београд-Бар, ту је железничка станица Ресник. Недавно је асфалтним путем Ресник повезан са оближњом Пиносавом, као и са селом Рушањ, тј са ибарском магистралом, тако да из Ресника до ауто-пута Ниш-Загреб, авалског пута према Крагујевцу, и ибарске магистрале стиже се за 5 минута вожње. Такође, обилазница око Београда пролази кроз Ресник, а до Теразија има 15 km, тј 25 минута вожње. Из Ресника полазе аутобуси градског саобраћаја 47 (Ресник-Славија), 94 (Ресник-Блок 45), 503 (Ресник-Трошарина), 504 (Ресник-Видиковац), 506 (Ресник-Миљаковац 1) ноћна линија 47 (Ресник-Трг републике), као и мини-бус линија 507 (Кнежевац-Рушањ) која пролази кроз насеље . Постоје и планови о изградњи саобраћајнице између Ресника и Бањице, како би се скратио пут, као и о продужетку градске линије 37 до Ресника. Постоји и предлог за изградњу бициклистичке стазе Раковица-Ресник-Авала, потенцијално и од Аде Циганлије која би ишла обалом Топчидерке пролазила поред језера (за који је урађен план детаљне регулације и ускоро се очекује изградња неопходне инфраструктуре за будућу туристичку дестинацију Београда)

## Становништво
Један део староседелачког становништва Ресника, нарочито оног које живи у кругу од Подавалске Улице, Палих бораца, 13. октобра, Славка Миљковића, према предању, Краљ Милан је населио крајем 19. века из новоосвојених јужних крајева, одузетих од Бугарске у српско-бугарском рату 1885. Прича се да су први досељеници Ресника били Ћалићи или Јеремићи . Кућу су саградили на месту данашњег дома здравља. Данашњи „Ресничани“ су препознатљиви по презименима, као што су: Костић, Митровић, Шаргић, Недељковић, Лазаревић, Пауновић, Николић, Радојичић, Тацић, Ђорђевић, Вићентијевић, Ранковић, Петровић, Маринковић, Марјановић, Јеремић, Живојиновић, Матић, Гајић, Јанковић, Стојановић, Игњатовић, Миленковић, Танасијевић, Ђурђевић, Миловановић, Митић, Милић, Радовановић, Милојевић, Васиљевић, Мартић, Бобичић, Јеремић, Јовановић, Животић...
1970-их година почиње да се гради прво урбано насеље, које је саграђено до краја 1975. године. Тада се у Ресник досељава око 10.000 људи, из свих крајева тадашње Југославије. Међу њима су углавном Срби, Македонци и Роми. Становници су углавном радили у Раковици која је тада имала развијену моторну индустрију. Многи од станова су дељени људима који су радили у ДМБ-у и ИМР-у. Данас се ове блокове зграда Ресниничани називају Старе зграде. Почетком 1990-их изграђено је урбано насеље Авала град у које се доселио талас градског становништва, већином из Београда.
У првој половини 1990-их у Ресник стижу многе избеглице са ратом захваћених подручја, углавном из Босне и Хрватске. Досељеници из Далмације су у Ресник, као и у многе друге крајеве града, донели обичај играња балоте или боћања. Последњи талас досељеника крајем 1990-их чини избегло и присилно расељено становништво из косовско-метохијских крајева. У Реснику живи неколико хиљада избеглих и расељених лица. Многе породице још увек живе у радничким баракама, у којима по неколико стотина особа користи један мокри чвор. Једва 10% одраслих особа које живе у колективним центрима има стално запослење. Избеглички кампови не испуњавају ни основне услове за живот, а неки од њих нису ни признати од стране државе.

### Број становника
Ресник је, према попису из 1921. године, имао 1.475 становника. 1971. године, тада већ предграђе Ресник имало је 7.553. житеља. Деценију касније, 1981. године Ресник је као месна заједница имао скоро двоструко више становника, односно 14.122. 2002. године тај број се попео на 16.304. Треба имати у виду да у овај број не улазе многе избеглице, Роми, печалбари и други који живе без уредно пријављеног боравка у Реснику. У овај број не улазе ни становници околних насеља које Ресник данас обухвата, тако да је реалан број становника знатно виши.

## Спорт и култура
У доњем Реснику се налази стадион ФК Ресник-а, који постоји још од 1930-их година. Навијачи ФК Ресника се називају Олоши. Старија група навијача, која је сада мање активна се назива кошмари. Улични фудбал се игра на више локација, међу којима су земљани терен код старих зграда, и „кавез“ и „теренче“ (односно паркинг) поред брдашцета. У Авала граду, на терену иза обданишта се редовно одржавају игре боћања, а повремено (једном у неколико месеци) се одржавају и турнири којима присуствује и преко 100 људи. У Реснику се такође одржавају и турнири из стоног тениса. У Реснику такође постоје и три балона за мали фудбал.
У старом центру Ресника налази се културно-уметничко друштво Младост-Авала, које изводи традиционалне песме и игре са ових простора. Некада је ту постојао и биоскоп, који већ дуги низ година није у функцији.